# Лаб
Лаб је река која настаје на Копаонику од Мургулске реке и Речице, у месту Палатна, протиче кроз Подујево, тече котлином Мало Косово и улива се у Ситницу код места Велика Река код Доњег Становца) око 300 м испод места. У близини његовог изворишта, налазе се остаци Врхлаба, средњовековног дворца који је подигао српски краљ Милутин (1282—1321). Изузев у изворишном делу, Лаб је равничарска река која меандрира кроз косовску равницу. Има усечено корито обрасло врбама. С пролећа и јесени, од киша и топљења снега на Копаонику, често поплави приобални појас. Његове веће притоке су Батлава и Качандолска река. Био је богатији водом, док није река Батлава преграђена браном, изнад села Батлава, и тако створено Батлавско језеро (Орланско језеро), ради снабдевања Приштине и околних насеља водом.
Слив Лаба (Полабље) је током средњовековног раздобља чинио истоимену жупу Лаб, која се даље делила на Горњи Лаб и Доњи Лаб.
За време НАТО бомбардовања СРЈ, на мосту преко Лаба, у месту Лужане, један пројектил испаљен из авиона погодио је аутобус Ниш експреса пун путника, већином Албанаца из Подујева. Страдало је 60 путника, међу којима 15 деце и једна трудница. Другим пројектилом погођена је екипа Хитне помоћи која је долазила амбулантним колима из Приштине, да помогне повређенима.